# Växtgeografi

Europas biogeografiska regioner
Detta är inte riktigt detsamma som floraområden (se artikeln) även om överensstämmelsen är ganska god

Växtgeografi (eller fytogeografi) är den gren av biogeografin som behandlar växternas geografiska utbredning och deras inflytande på jordytan. Växtgeografin behandlar alla aspekter av växternas utbredning, från de faktorer som kontrollerar enskilda arters, släktens och högre taxas utbredning (på både lokal och global nivå), till sammansättningen av växtsamhällen och floror. Växtgeografin inräknas i begreppet geobotanik, eller anses som synonymt med detta, tillsammans med vegetationshistoria. Den  gren av växtgeografin som behandlar växtpopulationernas geografiska utbredning kallas floristik.

## Översikt
Växtgeografin bygger på observationer och insamlat material från olika delar av ett geografiskt område och även från olika biotoper inom ett sådant. Från dessa uppgifter kan man sedan bygga utbredningskartor, vilka ligger till grund för vidare studier. Från kunskapen om olika taxas utbredning och korrelationen mellan dessa kan olika typer av klassificering göras, såsom indelning i florariken, vilka indelas i floraområden som i sin tur indelas i floraprovinser.
Europa tillhör det Holarktiska florariket, vilket för Europas del delas upp i flera floraområden: de arktiska, boreala, mellaneuropeiska, atlantiska, mediterrana, pontiska och turaniska floraområdena, varav de fyra förstnämnda förekommer i Skandinavien.
Växtgeografin behandlar också olika vegetationstyper (till exempel barrskog och stäpp) och växtsamhällen (de enheter som bygger upp vegetationstyperna) och dessas sammansättning (växtsociologi).
Stor betydelse för växternas nuvarande utbredning har historiska förhållanden, till exempel förändringar i klimatet i det förgångna eller förändringar i fördelningen mellan land och hav eller mellan högland och lågland. I en del fall är utbredningen inte sammanhängande utan har större eller mindre luckor. En sådan utbredning kallas disjunkt. Särskilt i Australien och Sydamerika samt på isolerade öar och i bergstrakter finns endemiska arter, det vill säga sådana som endast finns inom respektive område.

## Historia

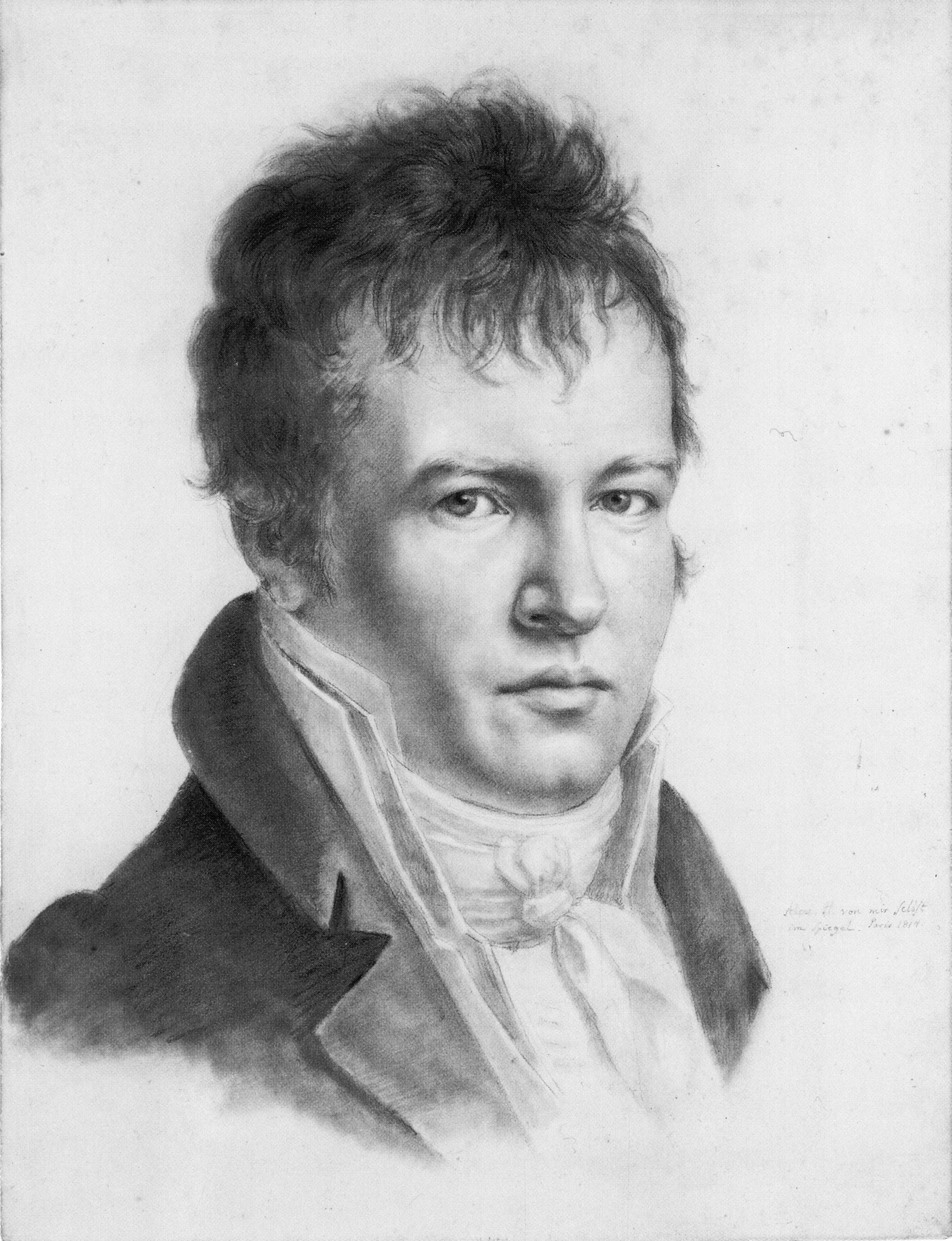
Ett självporträtt från 1814 av Alexander von Humboldt i Paris.

Växtgeografin har en lång historia. En av ämnets första förespråkare var den preussiske naturfilosofen Alexander von Humboldt, som ofta betecknas växtgeografins fader. Humboldt förespråkade en kvantitativ inställning till växtgeografin, vilken har karaktäriserat dess moderna form.
De grova dragen i växternas utbredning blev såklart uppenbara tidigt. Alfred Russel Wallace, medupptäckare av det naturliga urvalet, diskuterade exempelvis den latitudinella gradienten hos arternas diversitet, ett mönster som observerades även hos andra organismer. Mycket av forskningen inom växtgeografin har sedan dess ägnats åt att förstå detta mönster och beskriva det i detalj.
Forskning inom växtgeografin har också varit riktad mot förståelse av arternas anpassning till omgivningen. 
Bland svenska växtgeografer märks Göran Wahlenberg, Eric Hultén och Hugo Sjörs.